# Augustus Charles Gregory
Sir Augustus Charles Gregory (ur. 1 sierpnia 1819, zm. 25 czerwca 1905) – brytyjski podróżnik i odkrywca, przedstawiciel władz Australii, mierniczy, starszy brat Franka Gregory’ego.
Augustus Gregory urodził się w Farnsfield w Nottinghamshire w Anglii. Gdy miał dziesięć lat rodzina wyemigrowała do Australii Zachodniej i osiadła w Swan River Colony, gdzie ojciec, były oficer British Army otrzymał, wraz z przejściem na emeryturę, nadanie ziemskie.
W roku 1841 Gregory został zatrudniony przez rząd Australii Zachodniej jako mierniczy. W pięć lat później wraz z braćmi Frankiem i Henrym podjął próbę przejścia kontynentu z zachodu na wschód. Trójka wyruszyła z Perth wędrując na północny wschód ku rzece Irwin, gdzie znaleźli pokłady węgla. Dalszą drogę na wschód uniemożliwiło wielkie słone jezioro, więc zawrócili do Perth trasą bliższą brzegom Oceanu Indyjskiego. W czasie 47 dni pokonali ponad 1500 kilometrów.
W roku 1848 ruszył na czele ekspedycji poszukującej pastwisk na północ, w kierunku Zatoki Rekina. Miał przy tej okazji zbadać bieg rzeki Gascoyne. Gdy dotarł do rzeki Murchison odkrył godne eksploatacji pokłady rudy ołowiu, a na wschód od Zatoki Rekina rozległe tereny trawiaste nadające się do wypasu owiec i bydła.

## Poszukiwanie Ludwiga Leichhardta
W 1855 roku, na zlecenie władz lokalnych i Royal Geographical Society, podjął się zbadania dzisiejszego Terytorium Północnego, gdzie były nadzieje na znalezienie dalszych obszarów pod uprawy lub hodowlę. Królewskie Towarzystwo liczyło ponadto na odnalezienie śladów zaginionej siedem lat wcześniej wyprawy Ludwiga Leichhardta. Gregory udał się morzem do ujścia Rzeki Wiktorii na północno-zachodnim wybrzeżu Australii, skąd ruszył na wschód i dotarł do skraju Wielkiej Pustyni Piaszczystej. Nie będąc przygotowanym na marsz przez bezwodne tereny zawrócił do Rzeki Wiktorii, by idąc z jej biegiem dotrzeć do terenów na południe od Ziemi Arnhema.
Idąc przypuszczalną trasą ekspedycji Leichhardta zbadał i skartował wybrzeża Zatoki Karpentaria, po czym – zbadawszy górny bieg rzek Dawson i Warrego – przekroczył Wielkie Góry Wododziałowe i dotarł do Pacyfiku w okolicach dzisiejszego miasta Rockhampton w Queenslandzie.
Po powrocie z tej wyprawy wyruszył, w roku 1858, z Brisbane, ponownie przekroczył łańcuch Wielkich Gór Wododziałowych i zajął się penetracją biegu Warrego, gdzie znalazł nieliczne ślady ekspedycji Leichhardta, lecz na kości ludzi i ich zwierząt jucznych nie natrafił. Podczas badania biegu rzeki Barcoo stwierdził, że jest to ten sam ciek, co Cooper Creek, okresowo wysychająca rzeka odkryta w roku 1845 przez Charlesa Sturta. Ciężkie warunki klimatyczne zmusiły Gregory’ego do zaprzestania poszukiwań śladów Leichhardta. Podążył więc na południe, w kierunku jeziora Eyre, aż dotarł do Adelaide na południowym wybrzeżu Australii.

## Ostatnie lata
W roku 1859 Augustus Gregory otrzymał stanowisko generalnego mierniczego Queenslandu, który właśnie został kolonią brytyjską. Osiadł w Brisbane, gdzie pełnił różnorakie stanowiska we władzach, a jednocześnie kontynuował badania okolicznych terenów. Interesował się badaniami naukowymi i był członkiem rady nadzorczej Queensland Museum. W roku 1858 otrzymał złoty medal Royal Geographical Society, a w 1903 został uszlachcony za wkład w badania kontynentu. Wraz z bratem Frankiem opublikował w roku 1884 wspomnienia pt. Journals of Australian Exploration.
Augustus Charles Gregory zmarł w roku 1905 i spoczywa na cmentarzu Toowong w Brisbane.